# Ryszarda Szwabska
Ryszarda Szwabska (ur. 840, zm. 18 września 900 w Andlau) – córka hrabiego Erchangera ze Szwabii, członka możnego rodu Ahalolfingów.
W 862 r. została żoną Karola Otyłego (13 czerwca 839 - 13 stycznia 888), syna króla Franków Wschodnich Ludwika II i Emmy Bawarskiej, córki hrabiego Welfa. Małżonkowie nie mieli razem dzieci.
W 881 r. razem z mężem została ukoronowana w Rzymie cesarską koroną. W 887 r. jej mąż i jego dworzanie oskarżyli cesarzową o cudzołóstwo z Liutwardem, biskupem Vercelli i wielkim kanclerzem Cesarstwa. Ryszarda dowiodła swojej niewinności, pomyślnie przechodząc przez próbę żelaza. Wskutek tych wydarzeń usunęła się jednak z dworu i osiadła w Hohenburgu. Potem przeniosła się do ufundowanego przez siebie w 880 r. klasztoru w Andlau. Tam też zmarła.
Po śmierci została świętą Kościoła Katolickiego. Jej święto przypada 18 września, w dzień jej śmierci.